# Japanse duizendknoop
Japanse duizendknoop (Fallopia japonica, synoniemen: Reynoutria japonica, Polygonum cuspidatum) is een plantensoort uit de duizendknoopfamilie (Polygonaceae). De plant komt oorspronkelijk uit Oost-Azië, maar doet het ook in streken elders op de wereld erg goed. Vaak is lokaal een grote hoeveelheid van deze soort te vinden, en in de verdere regio niet.
De plant wordt door de IUCN vermeld als een van de honderd meest invasieve soorten ter wereld. Per 7 augustus 2025 staat de Japanse duizendknoop op de Unielijst voor invasieve uitheemse soorten.
Onder meer in natuurgebied de Hoge Venen heeft de plant zich gevestigd als een woekerende soort, die de biodiversiteit verstoort.
Er zijn ook minder woekerende cultivars (zoals: F. japonica var. compacta 'Variegata' en 'Crimson Beauty') die als sierplant of bodembedekker kunnen worden aangeplant.

## Botanische beschrijving
Japanse duizendknoop is een vaste, kruidachtige plant. Ze bereikt een hoogte van 1–3(–4) m. Het is een ruigtekruid waarvan vaak ten onrechte wordt gedacht dat het een (half)struik is vanwege haar struikachtige verschijning. De plant vormt lange, holle stengels met zijtakken en 5–12 cm grote bladeren eraan. De planten wortelen zeer diep en vormen stevige wortelstokken, die het polyfenol resveratrol bevatten.
In de winter sterft de plant bovengronds af. In maart en april schieten de stengels relatief snel op uit de grond, tussen de verdorde stengels van het jaar ervoor en ontwikkelen zich lichtgroene bladeren op regelmatige afstanden op de stengel. Op de middennerf van de achterkant van het blad zitten schubvormige haren. Op de basis van de bladsteel zit een grote, langwerpige honinggroef. De jonge stengel is vrij buigzaam, later wordt deze dikker en krijgt wat rode spikkels. De stengel is opgebouwd uit holle stengelleden of internodiën (zoals bij bamboe). Op de grens tussen twee hiervan bevindt zich een knoop waaraan zich een zijtak en een blad bevinden. Ook de zijtakken zijn op deze wijze verder opgebouwd. De wand van de stengel bestaat uit twee delen. Een dik deel dat groen is en voor de stevigheid zorgt, en een doorzichtig vlies met rode vlekjes. Gezamenlijk ziet de stengel er dan groen uit met rode vlekjes.
Japanse duizendknoop bloeit in augustus en september met crèmewitte, soms wit-roze, bloemen. De tuitjes in de bloeiwijze zijn vrijwel kaal en afgerond of kort toegespitst.
De vruchten zijn roodachtig en hebben een vliezige zoom of vleugel om de vruchten.

### Variëteiten en bastaarden
Japanse duizendknoop is een variabele soort. De vorm die in Europa het meest wordt aangetroffen is de variëteit F. japonica var. japonica. Dit is een octoploïde (2n = 88) vorm, waarvan buiten Europa alleen planten met functioneel vrouwelijke bloemen en steriele meeldraden worden aangetroffen. Alle Europese planten van deze variëteit behoren waarschijnlijk tot dezelfde kloon.
Er zijn ook minder woekerende variëteiten, zoals: F. japonica var. compacta 'Variegata' en 'Crimson Beauty', die als sierplant of bodembedekker aangeplant kunnen worden. F. japonica var. compacta is een tetraploïde (2n = 44) plant, waarvan zowel tweeslachtige als vrouwelijke planten bekend zijn. F. japonica var. compacta verschilt van var. japonica door de geringere afmetingen (slechts 30–70 cm hoog), bladeren die even lang als breed zijn, een gegolfde bladrand en een roodachtig bruin bloemdek. Mogelijk kunnen deze terugvallen naar de oorspronkelijke, woekerende,  variëteit.
Er komen ook hexaploïde (2n = 66) vormen van Japanse duizendknoop voor. Deze planten onderscheiden zich van var. japonica door de meer langwerpige, donkergroene bladen met een iets gegolfde bladrand. Deze planten zijn waarschijnlijk kruisingen tussen var. japonica en var. compacta en hebben meestal tweeslachtige bloemen.
Basterdduizendknoop (Fallopia ×bohemica, een kruising van Japanse duizendknoop met Sachalinse duizendknoop) wordt waarschijnlijk geregeld voor Japanse duizendknoop aangezien. Basterdduizendknoop is mogelijk algemener dan Japanse duizendknoop.

## Ecologie
Japanse duizendknoop komt voor op eutrofe, humeuze, matig vochtige tot droge bodems op zonnige tot beschaduwde standplaatsen. Ze wordt vaak aangetroffen aan bosranden, in open plekken en in de ondergroei van bossen. Eveneens komt ze erg veel voor binnen tal van ruderale milieus, zoals vooral spoordijken en spoorbermen, (midden)bermen en geluidswallen van snelwegen, braakliggende en afgegraven terreinen, industrieterreinen en tuinen. Verder wordt Japanse duizendknoop ook regelmatig aangetroffen langs waterkanten, vooral op taluds langs sloten, kanalen en beken.

### Syntaxonomie
In de syntaxonomie vindt Japanse duizendknoop in Nederland haar optimum in een naar haar vernoemde derivaatgemeenschap binnen de klasse van nitrofiele zomen. Daarnaast komt ze ook veel voor in de klasse van ruderale gemeenschappen.

## Verspreiding
Het natuurlijke verspreidingsgebied van Japanse duizendknoop strekt zich ruwweg uit over het oostelijke deel van Oost-Azië en het oostelijke deel van het Russische Verre Oosten. De soort is inheems op het vaste land van Zuidoost-China en het noordelijke alsmede zuidelijke deel van Centraal-China, op Hainan, de Riukiu-eilanden, het Koreaans Schiereiland, Taiwan, de Koerilen, Sachalin en delen van de kraj Chabarovsk en de oblast Amoer.
De soort is tussen 1829 en 1841 in Europa ingevoerd door botanicus Philipp Franz von Siebold. Om die reden staat in de Japanse tuin van de Hortus botanicus Leiden ook een oud exemplaar van de plant. Zijn kwekerij in Leiden is waarschijnlijk de bron van de meeste, zo niet alle, Japanse duizendknopen in Europa geweest. Heinrich Witte, die in de negentiende eeuw hortulanus was van de Leidse hortus, gebruikte ook wel de naam Japanse boekweit, en noemde als botanische naam ook Polygonum sieboldii. Hem viel al de ongelooflijk sterke groeikracht van deze plant en van de verwante Sachalinse duizendknoop op. Hij concludeert: "Beide planten, hoezeer ze ook door den grond woekeren, zijn ware sieraden voor een tuin."
De eerste gedocumenteerde waarneming van verwildering binnen Nederland dateert uit 1886. Pas na 1950 is de soort op grote schaal gaan verwilderen. De groeiplaatsen ontstaan door het storten van tuinafval met plantenresten. Uit kleine stukken wortelstok kunnen al gauw nieuwe planten ontstaan. Door vegetatieve vermeerdering met behulp van afleggers en kruipende wortelstokken kan de soort zich sterk uitbreiden en alle andere kruiden ter plekke verdringen. Ze ontbreekt alleen in de laagveengebieden en in grootschalige landbouwgebieden op kleigrond.

## Invasieve exoot
De plant heeft een grote groeikracht en is in staat zich te vestigen in droge en vochtige grond in eutrofe habitats op zand, klei of veen. Hij verdringt daarbij de andere kruiden en struiken. De plant kan goed zijn weg vinden door kleine doorgangen zoals in barsten van de fundering van huizen of door gaten of barsten in het wegdek, spoorinfra (bv spoorbruggen) en woekeringen in spoorballast. Japanse duizendknoop wordt daarom internationaal tot de honderd meest invasieve exoten gerekend.
Er zijn in Europa geen herbivoren en parasieten (zoals insecten of schimmels) die er noemenswaardig van eten of aantasten, waardoor de plant niet in zijn opmars wordt gestuit. Een Fallopia-vegetatie is in ecologisch opzicht armer dan een maïsakker. Doordat insecten niet leven in een door Japanse duizendknoop gedomineerde begroeiing, is deze voor bijvoorbeeld vogels en kikkers ongeschikt.
Japanse duizendknoop is opgenomen op de lijst van invasieve uitheemse soorten die zorgwekkend zijn voor de Europese Unie. Sindsdien mag de plant niet meer verkocht worden binnen de Unie.
In diverse landen is er wetgeving tegen het verspreiden van deze plant, onder andere in het Verenigd Koninkrijk. Op bouwlocaties moet de plant er eerst worden bestreden; het fallopiavrij maken van het terrein voor de Olympische Spelen in Londen was een dure zaak. Onder andere in de Amerikaanse staat Washington wordt de plant ook in natuurgebieden intensief bestreden met glyfosaat.
Door de EPPO, de European and Mediterranean Plant Protection Organization, met als lid nagenoeg alle landen uit Europa en rond de Middellandse Zee, wordt sterk aangeraden om maatregelen te treffen om verdere introductie en verspreiding te voorkomen en ongewenste populaties te beheren door publiciteit, beperkingen op de verkoop en aanplant en door verdelging.

## Bestrijding
Japanse duizendknoop is door zijn groeikracht en relatieve ongevoeligheid voor bestrijdingsmiddelen moeilijk te bestrijden op plekken waar hij eenmaal goed gevestigd is. Bestrijding is gebaseerd op een combinatie van meerdere tactieken volgens een meerjarenplan:

### Maaien en afvoeren
Omstreeks de bloeiperiode in augustus, september en tot midden oktober of meermaals per jaar. Het maaisel mag niet vermengd worden met gewoon groenafval, omdat elk stukje wortel opnieuw kan uitlopen. Bij meermaals maaien is eenmaal per vier weken in eerste instantie erg effectief: de plant wordt dan gemaaid als er veel energie in nieuwe spruiten is gestopt, terwijl deze spruiten nog geen energie aan de wortels terug hebben kunnen leveren. Om de plant volledig kwijt te raken zal uiteindelijk elke 14 dagen moeten worden gemaaid.
Uitgraven is zeer arbeidsintensief en inefficiënt. De wortels kunnen tot 3 m diep zitten en als er kleine stukjes van 1 cm niet worden meegenomen, komt de plant weer terug. De diepte van de wortels helpt de plant ook om onder tuinmuren door te groeien.

### Uitputten wortels
Verwijderen van de plantstengels en uitspitten van de wortels tot ongeveer 20 cm diep. Daarna minstens eens per twee weken in het groeiseizoen van maart tot en met november elke kleine en grotere scheut uittrekken. Alle plantendelen op een hoop van dode takken leggen waar ze uitdrogen. Behandelingsduur ongeveer vier jaar, waarbij het wel steeds minder wordt.
Rest aan biodiversiteit blijft en grassen, andere planten, struiken en bomen blijven doorgroeien. Die krijgen na elke behandeling meer voordeel in de concurrentie om zonlicht, ruimte, voedsel en water.

### Bedekken
In het begin van de winter bedekken met een flexibele, niet-lichtdoorlatende materie. Hierbij moet bedacht worden dat de randen van oude stengels messcherp zijn en gemakkelijk door de meeste materialen heen prikken. Niet-flexibel materiaal zoals betonplaat moet absoluut naadloos gelegd worden, want nauwe spleten zijn voor de plant genoeg om doorheen te groeien. Tot op zeven meter van de afdekking kunnen er nieuwe scheuten ontstaan, dus controle blijft nodig.

### Biologische bestrijding
In Engeland werd in 2010 besloten tot het verspreiden van de Japanse bladvlo Aphalara itadori als biologische bestrijding van Japanse duizendknoop. In oktober 2020 werd ook in Nederland een proef gestart met het uitzetten van deze bladvlooien.
In de gemeente Renkum werden in 2015 en 2016 varkens ingezet als bermbegrazers. Het idee is dat de plant uitgeput raakt, doordat de varkens er voortdurend aan vreten. De varkens blijken Japanse duizendknoop echter niet heel lekker te vinden, terwijl schapen het juist wel willen eten.
In Hoboken, met name de wijk Polderstad, heeft men met succes gallowayrunderen ingezet om de bijna volledig vaste begroeiing van Sachalinse en Japanse duizendknoop te reduceren tot de miniatuurvorm.
Staatsbosbeheer zet een methode in op basis van natuurlijke grondontsmetting. Bij de gepatenteerde Roots Reset wordt een natuurlijk granulaat in de bodem gebracht en afgedekt met een speciaal luchtdicht folie. Bacteriën in de bodem gaan vervolgens aan de slag met het onttrekken van alle zuurstof uit de grond. De zuurstofloosheid zorgt ervoor dat alle wortels van Japanse duizendknoop en andere planten afsterven.
Op daartoe geschikte plekken werd groot hoefblad als verdringer ingezet.
De plant is ook eetbaar voor de mens (zie hoofdstuk gebruik) en het constant plukken kan de plant verzwakken. Dit is niet te combineren met chemische bestrijding.

### Chemisch
Producten op basis van glyfosaat kunnen bijdragen aan de bestrijding. Deze producten veroorzaken verzwakking van de plant, maar doden deze niet. Toepassing gebeurt via verneveling, bestrijken van verse snoeiwonden of injectie in vers afgesneden stengels. Vooral bestrijding tussen half augustus en begin oktober is effectief. De plant haalt in het najaar reservevoedsel uit de bladeren terug naar de wortels en neemt dan het glyfosaat mee.
De gemeente Amersfoort maakte in april 2017 een gemeentelijk strijdplan op basis van glyfosaat.
De gemeente Rotterdam besproeide 24 uur per dag de planten met zout water. In Vlissingen werden plantresten een jaar ondergedompeld in zout water uit de Westerschelde en bleken daarna dood te zijn.

### Optisch
In 2018 deed de gemeente Alphen aan den Rijn samen met Universiteit Wageningen een proef om Japanse duizendknoop te bestrijden met een lasertechniek.

### Thermisch
In Duitsland en Nederland wordt grond met Japanse duizendknoop bewerkt door grond uit te nemen en deze thermisch te reinigen met stoom. Deze methode maakt gebruik van lagedruksystemen en heeft goede resultaten geboekt in het departement Stuttgart. Pilootprojecten zijn daar nu opgenomen in het reguliere beheer. Wanneer de methode juist wordt toegepast is er na bewerking geen levend materiaal van de plant meer aanwezig.
Een andere manier is het bevriezen van de grond. Na verwijdering van de bovengrondse delen van de duizendknoop wordt de bodem afgekoeld tot ca. −10 °C. Hiervoor worden verticale vrieslansen de bodem in gebracht waardoor een koelmiddel circuleert met een temperatuur van −35 tot −45 °C. Het te behandelen oppervlak wordt afgedekt met een isolerende box.

### Elektriciteit
Vanaf 2019 wordt geëxperimenteerd met bestrijding door middel van elektriciteit. Hierbij wordt de plant een of twee weken onder stroom gezet, zodat deze uiteindelijk wordt geëlektrocuteerd en daarna makkelijk uit de grond is te trekken.

### Mechanisch
Met een zeefmachine met een dek eronder worden de wortels inclusief de kleine wortelresten uit de grond gezeefd. De grond wordt weer teruggelegd op dezelfde plek en opnieuw ingezaaid.

### Handmatig
Het is ook mogelijk om de plant handmatig uit te roeien. Hiervoor moet deze plant voor plant uit de grond worden gehaald en dan in een speciale zak worden gedaan die dan ook handmatig moet worden weggetild en afgevoerd. Dit is veel werk, maar het is wel een goede oplossing als er geen andere methode kan worden gebruikt om de plant uit te roeien.

## Gebruik
De stengels worden gebruikt in de bloemsierkunst.
De jonge scheuten kunnen gegeten worden. Ze smaken als rabarber, een groente uit dezelfde plantenfamilie.
Er bestaan veel recepten op het internet, die zelfs gebruik maken van de dikkere stengels. Het continu nuttigen van de jonge stengels kan meehelpen bij de lokale bestrijding.
De plant is bekend als nectarplant.